# 伊安瓜斯
伊安瓜斯，是西班牙卡斯蒂利亚-莱昂索里亚省的一个市镇。总面积54平方公里，总人口128人（2001年），人口密度2人/平方公里。